# فردیناند ریس
فردیناند ریس (به آلمانی: Ferdinand Ries)
(زادهٔ ۲۸ نوامبر ۱۷۸۴ (غسل تعمید) – درگذشتهٔ ژانویهٔ ۱۸۳۸) آهنگساز و نوازندهٔ پیانو اهل آلمان بود. او از دوستان، شاگردان، و همچنین منشی لودویگ فان بتهوون، آهنگساز بزرگ، بود.
ریس ۸ سمفونی، یک کنسرتو ویولن، ۸ کنسرتو پیانو، ۳ اپرا، و شماری آثارِ دیگر در سایر فرم‌های موسیقی، ازجمله، ۲۶ کوارتت، تصنیف کرد. از ریس ۳۰۰ اثر به جا مانده‌است. آثار او در سبک کلاسیک و رمانتیکِ اولیه و کاملاً متأثر از سبک بتهوون است.

## تدوین زندگی‌نامهٔ بتهوون
ریس، همراه با فرانتس گرهارد وگلر، پزشک و از دوستان دوران کودکیِ بتهوون، مجموعه‌ای از خاطرات استادش، بتهوون را در سال ۱۸۳۸، یعنی ۱۱ سال پس از درگذشتِ آهنگساز بزرگ، منتشر کرد. تاریخ‌نگاران، این خاطرات را منبعی مهم و قابل اعتماد دربارهٔ زندگی آهنگساز بزرگ می‌دانند.